# GALLEX
GALLEXあるいはGallium Experimentは1991年から1997年までグラン・サッソ国立研究所(LNGS)で稼働していた放射化学ニュートリノ検出器である。1998年から2003年まで、GNO (Gallium Neutrino Observatory)として実験が継続された。このプロジェクトはハイデルベルクのマックス・プランク核物理学研究所が主導するフランス、ドイツ、イタリア、イスラエル、ポーランドそして米国の研究者の国際共同研究グループによって実施された。
この検出器は太陽ニュートリノを検出し、太陽エネルギー創出のメカニズムに関する理論を証明するために設計された。この実験（そして同時期に行われたSAGE実験）より前には、低エネルギー太陽ニュートリノは観測されたことがなかった。

## 所在地
実験の主な構成要素である、タンクとカウンターは、イタリアのアブルッツォ州のラクイラの近くにあるグラン・サッソ国立研究所の地下宇宙物理学実験室にあり、高さ2912メートルのグラン・サッソの内部に位置した。3200メートルの水に相当する深さの岩の下に位置することは宇宙線を遮蔽するために重要だった。この実験室には、山を貫通する高速道路A-24によってアクセス可能である。

## 検出器
54m3の検出器タンクが30.3トンのガリウムを含む101トンの三塩化ガリウム-塩酸溶液で満たされた。この溶液中のガリウムがニュートリノ起因の原子核反応の標的として働き、以下の反応によってゲルマニウムに変化する。
ν 
e {\displaystyle {\ce {+^{71}Ga->^{71}{Ge}+{\it {e}}^{-}}}}
この反応によるニュートリノ検出の閾値は233.2keVであり、これもガリウムを選択した理由である。その他の反応（塩素-37による反応など）はより高い閾値を持ち、低エネルギーのニュートリノを検出できない。この低エネルギー閾値のためにガリウムによる反応は、陽子-陽子連鎖反応の最初の陽子融合反応で放出されるニュートリノ（エネルギー上限値420keV）の検出に適している。
生成されたゲルマニウム-71は検出器から化学的に抽出され、ゲルマン (71GeH4)に転換された。これは半減期 11.43日で崩壊し、カウンターで検出された。それぞれの検出された崩壊がひとつの検出されたニュートリノとして対応付けられた。

## 結果
1991年から1997年の間、検出器で総計73.4 SNU（太陽ニュートリノ単位）が計測された。
この実験で検出されたニュートリノの割合は標準太陽モデルの予測と整合した。ガリウムを使用したおかげで、太陽初期のppニュートリノを初めて観測した実験となった。もう一つの重要な結果は、標準モデルの予測よりニュートリノ検出数が少ないこと（太陽ニュートリノ問題）である。検出器の校正後も、検出量に変化は認められなかった。この不一致（太陽ニュートリノ問題の一例）はその後説明がなされている。このような放射化学ニュートリノ検出器は電子ニュートリノのみに感度があり、第二および第三世代のフレーバーのニュートリノには感度がない。そして太陽から放出された電子ニュートリノが、地球と太陽の間でニュートリノ振動することで不一致が引き起こされていた。

## その他の実験
最初に太陽ニュートリノを検出したのはHomestake実験で、塩素-37を用いてエネルギー814keV以下のニュートリノを検出した。
GALLEXの終了後にその後継プロジェクト、ガリウムニュートリノ天文台（GNO）がLNGSで1998年4月に開始した。
同じように液体ガリウム-71を用いた太陽ニュートリノ検出実験として、ロシアとアメリカによるSAGE実験がある。